# Carsten Cramer

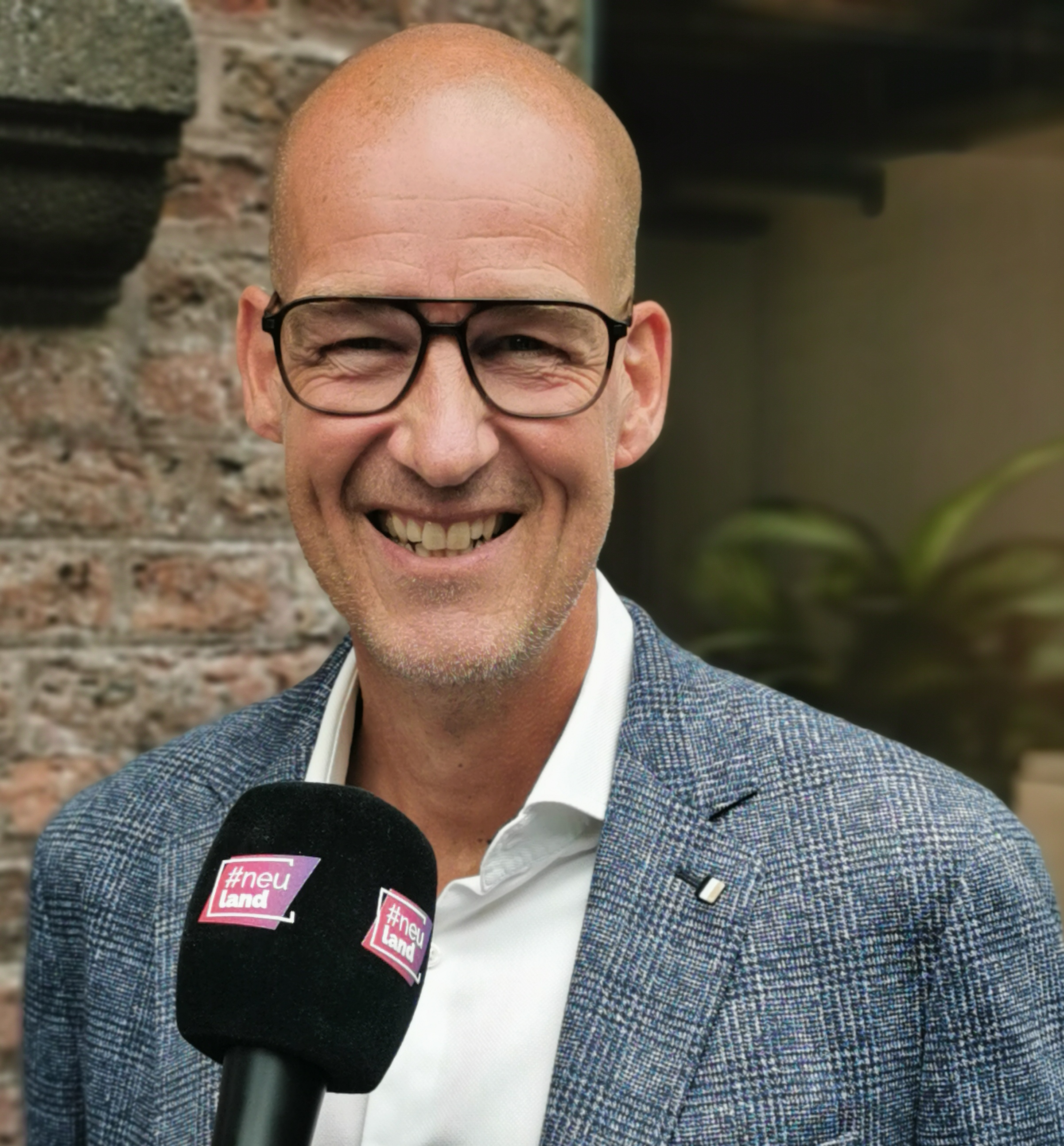
Aufnahme aus dem Jahr 2023

Carsten Cramer (* 23. Dezember 1968 in Münster) ist ein deutscher Marketingfachmann und Fußballfunktionär. Er ist seit März 2018 Mitgeschäftsführer von Borussia Dortmund. Zuvor verantwortete er ab Oktober 2010 als Direktor die Abteilung für Vertrieb & Marketing des Vereins.

## Leben
Cramer wuchs in Münster auf und leistete nach seiner Schulzeit den Zivildienst in einem „sozialen Brennpunkt“, in welchem er einen Fußballverein gründete. Dort bemerkte er erstmals, dass „Fußball in der Lage ist, integrativ zu wirken“. Nach dem Zivildienst studierte Cramer Jura und betrieb zur Finanzierung seines Studiums ein Tischtennisfachgeschäft; nebenher arbeitete er als Stadion- und später als Pressesprecher bei Preußen Münster. Noch bevor Cramer sein Studium abschloss, ging er hauptberuflich zu Preußen Münster und wurde Marketingleiter und später Geschäftsführer. Parallel zu seiner Tätigkeit bei Preußen Münster war er mehrere Jahre Hallensprecher beim Frauen-Volleyballbundesligisten USC Münster sowie Stadionsprecher beim Männer-Fußballbundesligisten Borussia Mönchengladbach.
Im Jahr 2000 wechselte Cramer zum Hamburger Sportrechtevermarkter Ufa (heute U! Sports), wo er zunächst das Team „Head of HSV“ führte und für die gesamte Vermarktung des Hamburger SV zuständig war. Er handelte Verträge mit Partnern wie der Verlagsgruppe Milchstraße, dem Ausrüster Nike oder dem Sponsor AOL für die AOL Arena aus. Zum Ende der Saison 2001/02 sollen die Werbeeinnahmen des damaligen Champions-League-Teilnehmers rund 47 Millionen Mark betragen haben. Ab 2002 leitete Cramer bei Ufa in gleicher Funktion das Team für die Vermarktung von Borussia Dortmund und war für diese Tätigkeit insgesamt fünf Jahre in Dortmund. Von 2007 bis 2010 war er wieder am Firmensitz in Hamburg tätig und verantwortete als Senior Vice-President das deutschlandweite Marketing- und Vertriebsgeschäft des Sportrechtevermarkters. Zusätzlich war er von 2007 bis 2010 Geschäftsführer der Agentur Juniper, einem Joint Venture mit der DDB Group.
Im Oktober 2010 kehrte Cramer nach Dortmund zurück und wurde Direktor für Vertrieb und Marketing bei Borussia Dortmund. Dort erweiterte sich sein Tätigkeitsfeld um die Mitgeschäftsführung der BVB Merchandising GmbH sowie der Sports & Bytes GmbH, wobei Letztere als IT-Partner des Vereins fungiert. Er ist zudem für die Digitalisierung und die Internationalisierung des Vereins verantwortlich. Im Bilanzjahr 2010/11 erreichte Borussia Dortmund einen Umsatz von mehr als 215 Millionen Euro und konnte somit erstmals die Marke von 200 Millionen überwinden; weit mehr als die Hälfte soll in Cramers Geschäftssegmenten erlöst worden sein. Unter anderem führte er die Verhandlungen mit dem Ausrüster Puma, mit dem seit 2012 ein Vertrag besteht und der bis zum Jahr 2028 Gültigkeit besitzt, oder mit den Partnern Opel und Westlotto.
Im März 2018 wurde Cramer zum Mitgeschäftsführer der Borussia Dortmund Geschäftsführungs-GmbH, der Hans-Joachim Watzke seit Januar 2006 vorsteht, bestellt. Innerhalb dieser ist er gemeinsam mit Thomas Treß gesamtvertretungsberechtigt. Im März 2021 verlängerte Borussia Dortmund vorzeitig die Verträge mit dem Führungstrio, die ursprünglich bis 2022 laufende Vereinbarung mit Cramer wurde dabei bis zum 30. Juni 2025 ausgedehnt.
Cramer ist Vorstand der im Jahr 2012 gegründeten BVB-Stiftung Leuchte auf, seit Oktober 2020 Geschäftsführer der BVB-Fußballakademie GmbH.

## Privates
Cramer ist vierfacher Vater und wohnt mit seiner Familie in Münster.